# Suhoj Su-25
Suhoj Su-25 (NATO-ov naziv: Frogfoot) je zrakoplov namijenjen za blisku podršku, jurišne zadatke, te za protutenkovsku borbu. Ovaj se zrakoplov nalazi u aktivnoj službi u Rusiji, kao i u drugim zemljama koje su pripadale istočnom bloku, ili su nastale raspadom SSSR-a.
Su-25 je nastao na temelju istraživanja Suhoja u kasnim 1960-ima zbog potrebe za vojnim zrakoplovom koji bi imao ulogu jurišnika. Prvi prototip je poletio 22. veljače 1975.

## Razvoj
Na početku 1968. sovjetsko ministarstvo obrane shvaća da postojeći zrakoplovi i novi u razvoju ne zadovoljavaju zahtjeve novog oklopljenog jurišnika. Gledajući na primjerima iz Drugog svjetskog rata i lokalnih ratova, dizajner su uvidjeli da svi tadašnji zrakoplovi su prebrzi (pilot izgubi metu iz vida) ili imaju premalo oklopa oko kokpita i vitalnih dijelova zrakoplova.
U ožujku 1969. sovjetsko zrakoplovstvo objavilo je natječaj za dizajn novog zrakoplova, a natjecali su se: Iljušin, Jakovljev, Mikojan i Suhoj. Zadaća dizajniranja novog aviona zadana je Pavelu Suhoju, a serijska proizvodnja započinje 1978. u tvornici Tbiliskij aviazavod u Gruziji.
U proljeće 1980. dva prototipa su poslana na 50-to dnevna testiranja u Afganistan, gdje su u tom razdoblju izvršili oko 100 borbenih letova. Zapovjednici su hvalili zrakoplov, posebno njegovu odličnu mogućnost manevriranja prilikom približavanja cilju u uskim klancima i planinama. Zapadni novinari koji su u to vrijeme pratili mudžahedine su uspjeli slikati novi zrakoplov te je uskoro dobio NATO-ov naziv Frogfoot.

## Dizajn
Su-25 ima dva spremnika za gorivo u trupu te po jedan u svakom krilu, što mu daje unutarnji kapacitet goriva od 3660 litara, no nema mogućnost nadolijevanja goriva u zraku. Ispod svakog krila se nalazi pet podvjesnih točaka za spajanje naoružanja, a na rubnom nosaču može ponijeti i rakete zrak-zrak za samoobranu. Dva spojišta na krilima koja se nalaze najbliže trupu zrakoplova su pojačana i uglavnom su namijenjena nošenju vanjskih spremnika za gorivo, no najčešće se koriste samo dva spremnika zapremnine 1150 litara svaki.
Zrakoplov nosi 250 komada streljiva za 30 mm top, a vanjsko naoružanje uglavnom čini višenamjenska bomba FAB, raspršavajuća bomba RBK te navođena raketna zrna kalibra 57 mm. U iznimnim slučajevima na vrhovima krila može nositi dvije rakete zrak-zrak kratkog dometa (R-60M ili R-73) te pametne laserski navođene bombe.
Ima normalni aerodinamički dizajn s krilima na vrhu trupa ("na ramenima"). U izradi se koristilo više različitih metala: 60% aluminij, 19% čelik, 13.5 titanij, 2% magnezijeve legure i 5,5 % ostalih materijala.

### Pilotska kabina
Pilot sjedi na sjedalima za katapultiranje Zvjezda K-36. Pilotska kabina je okružena čeličnim pločama koje imaju ulogu zaštite pilota. Standardno, odmah iza pilota nalaze se "tračnice" po kojima ide sjedalo pri katapultiranju. Ispod pilotske kabine se nalazi top, a sa strane ima ugrađene ljestve radi lakšeg pristupa. Poklopac kabine se otvara prema desno, a izrađen je od neprobojnog stakla. Pilotska vidljivost iz kokpita je loša jer pilot sjedi nisko kako bi bio zaštićen, a stražnji se dio uopće ne vidi. Zbog toga ima ugrađeni periskop koji mu omogućuje samo djelomičnu vidljivost. 
Pilotska kabina je izrađena jako jednostavno tako da nema ni čeoni prikaznik (eng. HUD), a većina avionike zaštićena je dodatnim oklopom.

### Motori
Su-25 je prvotno bio opremljen s dva turbo-mlazna motora R-95Š, koji nisu imali naknadno sagorijevanje. Motori su bili odvojeni, svaki u svom prostоru na lijevom i desnom dijelu trupa. Motori se hlade zrakom pomoću posebnih otvora. Su-25 ima i poseban sustav čiščenja motora nakon neuspjelog paljenja (pumpe sakupljaju ostatke goriva i ulja). Najnovije inačice Su-25 opremljene su s motorima R-19 koji su se pokazali robustnijima te izdržljivijima u slučaju oštećenja u borbi.

## Povijest korištenja
Čim su Su-25 dostavljeni zrakoplovstvu, poslani su u Afganistan gdje su počeli službu već od 1982. U ratu je bio dosta koristan zahvaljujući svojoj okretnosti i mogućnosti nošenja velike količine naoružanja te je često sudjelovao u akcijama zajedno s jurišnim helikopterom Mil Mi-24 pružajući vatrenu podršku ako se Mi-24 nije mogao samostalno nositi s neprijateljima. Napade je vršio uglavnom pomoću navođenih bombi i raketnih zrna, iako je pred kraj rata počeo koristiti i navođene rakete H-29. Neki zrakoplovi su imali i po dvije strojnice na sebi. Jednu u nosnom dijelu i jednu u repu koja je pružala zaštitnu paljbu nakon preleta neprijatelja kako ne bi pucali na zrakoplov u odlasku.
U ratu su u zraku izgubljena 23 zrakoplova dok ih je određen broj uništen i na tlu. Jedan od 23 oborena je srušio Pakistanski F-16 dok je progonio mudžahedine prema pakistanskoj granici. Piloti Suhoja Su-25 u ranom dijelu rata su bili prilično sigurni jer su mudžahedini uglavnom koristili strojnice za napade na zrakoplove, no problemi su došli kasnije kada su Amerikanci počeli slati raketne sustave FIM-43 Redeye i Stinger te su se od tada gubici počeli povećavati. Najveći problem je bio, da kada bi raketa pogodila jedan motor on bi se zapalio, a kako su motori bili blizu jedan drugoga vatra se lako širila na drugi pritom potpuno onesposobljavajući zrakoplov. Rješenje je bilo ugradnja metalne ploče debljine 5 mm između motora, ugradnja sustava za gašenje na bazi freona te dodatni izbacivači toplinskih mamaca kako bi zbunili rakete.

## Inačice

### Su-25K
Inačica za komercijalni izvoz, dizajnirana na bazi osnovnog Su-25. Ovaj model se također proizvodio u tvornici u Tbilisiju (Gruzija). Od originalnog Su-25 se razlikuje samo po drugačijim unutarnjim sustavima. Ukupno je izrađeno 180 primjeraka u razdoblju od 1984. do 1989.

### Su-25UB
Su-25UB je trenažni zrakoplov dizajniran 1977. Prvi prototip (T-8UB-1) poletio je 12. kolovoza 1985. Su-25UB je dvosjed i služi za procjenjivanje pilota te za treniranje kadeta. Po osobinama se ne razlikuje puno od jednosjeda. Do kraja 1986. ukupno je napravljeno 25 Su-25UB.

### Su-25UBK
Usporedno s razvojem Su-25UB, 1986. napravljena je i trenažna inačica, ali za izvoz u zemlje koje su kupile Su-25K.

### Su-25UTG
Su-25UTG je inačica Su-25UB dizajnirana za treniranje pilota za slijetanje i polijetanje na nosač zrakoplova, ali na kopnu (vježbanje na kopnenoj pisti).

### Su-28
Napredni mlazni trenažni zrakoplov razvijen na inicijativu Suhoja.

## Tehničke karakteristike (Su-25TM)
Osnovne karakteristike
- posada: 1
- dužina: 15,33 m
- raspon krila: 14,36 m
- površina krila: 30,1 m2
- visina: 4,80 m

Letne karakteristike
- najveća brzina: 950 km/h
- dolet: 2500 km
  - borbeni dolet: 375 km
- brzina penjanja: 58 m/s
- najveća visina leta: 10 000 m
- specifično opterećenje krila: 584 kg/m2
- motor: 2 × Tumanski R-195